# Grasklettern

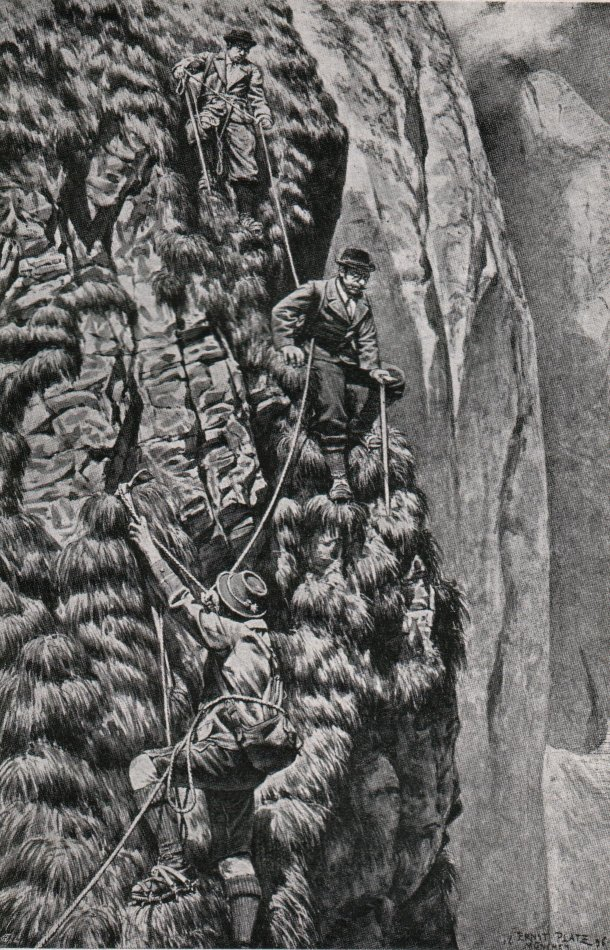
Abstieg durch die Südostwand des Höfats-Ostgipfels, Zeichnung von Ernst Platz im Jahrbuch des Deutschen und Österreichischen Alpenvereins 1896

Grasklettern ist eine Spielform des Kletterns, bei der sich der Kletterer nicht an Felsen fortbewegt, sondern in sehr steilen Grasflanken, die teilweise von Felsen durchsetzt sind. Diese Art des Kletterns kommt in den Alpen vor allem in den Allgäuer Alpen zum Tragen, wo zahlreiche Grasberge diese Ersteigungsform notwendig bzw. möglich machen (z. B. bei Höfats, Himmelhorn und Schneck).
Die Sicherungsmöglichkeiten beim Grasklettern sind meistens schlechter als beim reinen Felsklettern. Auch erfahrene Graskletterer verwenden meist Steigeisen und ein Eisgerät. Die Anstiege werden bei Nässe und Schnee um ein Vielfaches schwieriger und gefährlicher als reine Felsrouten unter solchen Umständen.
|  | „Die seltsamen Grasberge des Allgäus … an ihren steilen Grasflanken hat schon so mancher, der mit der etwas eigenartigen Grasklettertechnik nicht ganz vertraut war, das Gruseln gelernt!“ – Karl Lukan |